# Димитър Иванов (Велес)
Димитър Иванов е български революционер, деец на Вътрешната македоно-одринска революционна организация (ВМОРО).

## Биография
Димитър Иванов е роден през 1883 година в град Велес, тогава в Османската империя, днес в Северна Македония. Присъединява се към ВМОРО и е четник при Дамян Мартинов. Загива в сражение с турски аскер на 11 юни 1906 година в Пчиня, Кумановско.